# André Morel

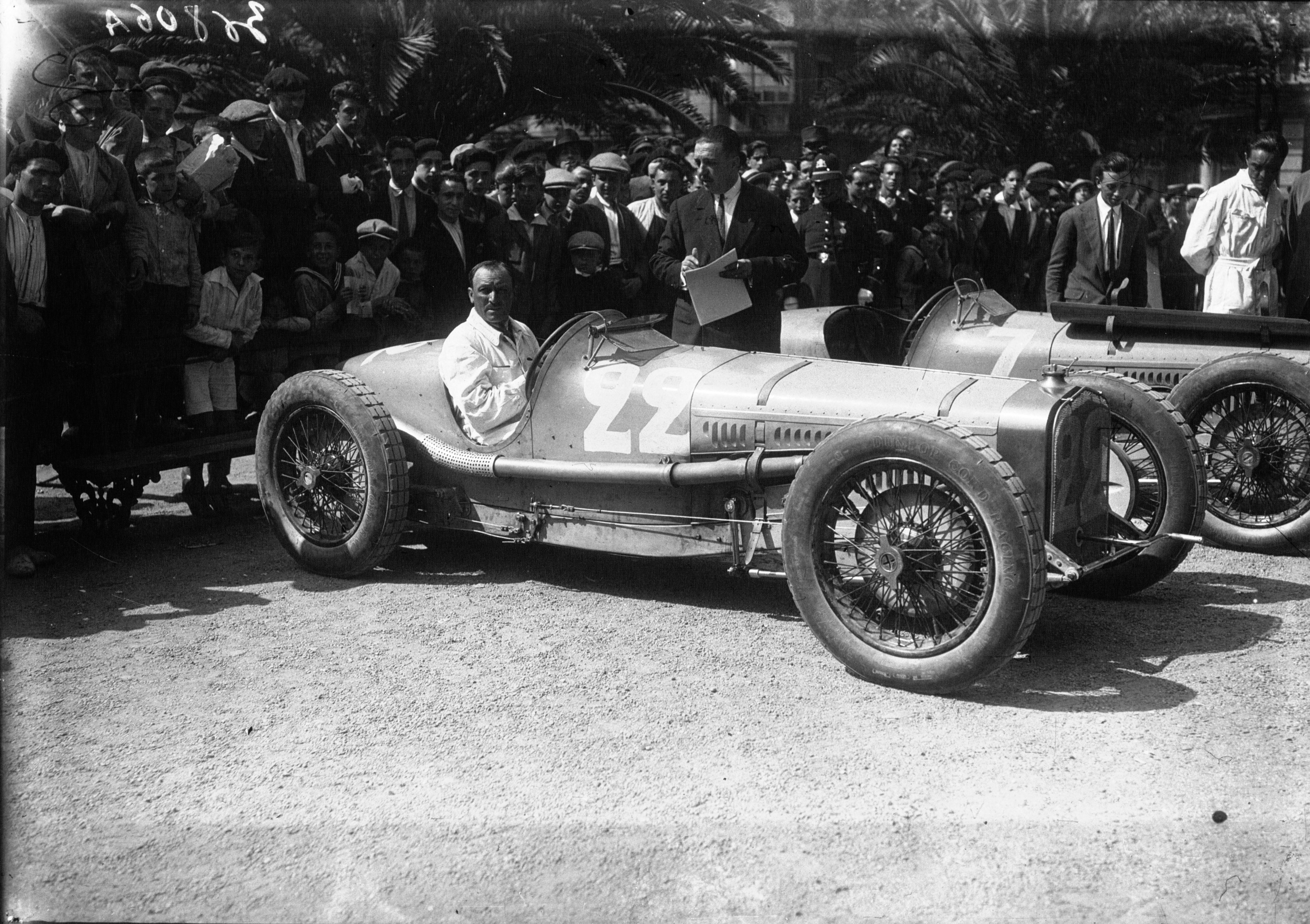
Motel en el Gran Premio de San Sebastián (1926)

André Paul Victor Morel (3 de agosto de 1884 - 17 de julio de 1961) fue un piloto automovilístico francés. Participante en las carreras de la primera etapa del Grand Prix durante los años 1920, estableció varios récords mundiales de velocidad en la categoría de automóviles de pequeña cilindrada.

## Semblanza
Su padre murió cuando Morel tenía once años. Su familia esperaba que se convirtiera en sacerdote o en carnicero, pero después de iniciarse en ambos oficios, se pasó al campo de la automoción.
Cuando Morel inició su andadura en el mundo de los coches en Lyon, se vio obligado a trabajar duramente para abrirse camino. Al carecer de diplomas o grados, comenzó lavando ventanas y más adelante se introdujo en la compraventa de coches usados. Entre 1911 y 1914, Morel abrió un taller mecánico que reparaba y vendía automóviles, concesionario de las marcas Berliet y Le Zèbre. Durante la Primera Guerra Mundial, fue declarado no apto para el combate, siendo enviado a trabajar en una fábrica de municiones.
Después de la guerra, el 1 de abril de 1919, Morel fue contratado como inspector comercial de la marca de automóviles Le Zèbre. 
Al poco tiempo,  André Morel se asoció con Edmond Moyet, Emile Akar y José Lamy para fundar la compañía fabricante de automóviles Amilcar. El nombre de "Amilcar" fue registrado formalmente el 29 de julio de 1921. Es un acrónimo basado en un anagrama, que utiliza libremente las letras (reemplazando la "k" por la "c" y la "y" por la "i") de los apellidos de dos de los fundadores de la compañía, Lamy y Akar.
El crecimiento de la empresa Amilcar permitió a Morel iniciar su gran carrera deportiva. Ganó muchas carreras, incluyendo el Campeonato de Constructores Francés de 1922.
Más adelante, el 26 de agosto de 1928 en Arpajon, batió dos registros de velocidad oficiales: el de la categoría de hasta 1270 cc, con una marca de 211 km/h bajo unas duras condiciones meteorológicas; y el de la categoría de hasta 1100 cc, con una marca de 207 km/h.
Andre Morel corrió para Delage en 1925 con Albert Divo, y ganó el Gran Premio de San Sebastián en España.
En marzo de 1929 terminó la época de la marca Amilcar en las carreras. Poco después, André Morel abandonó la compañía. Mientras corría con Amilcar, Morel también disputó carreras para Voisin, y las dos compañías nunca compitieron entre sí.
Morel se asoció de nuevo con Lamy, y en abril de 1929 fue nombrado representante de las marcas Hudson y Essex. Al volante de un Essex, Morel ganó el Tour de Francia Automovilístico. Posteriormente corrió con Talbot Lago, disputando su última carrera en Le Mans en el año 1952.
Cerca del final de su vida, Morel fue elegido vicepresidente de la Sociedad de Pilotos Automovilísticos. El 3 de agosto de 1961, André Morel murió en los alrededores de Lyon, víctima de una enfermedad.

## Galería

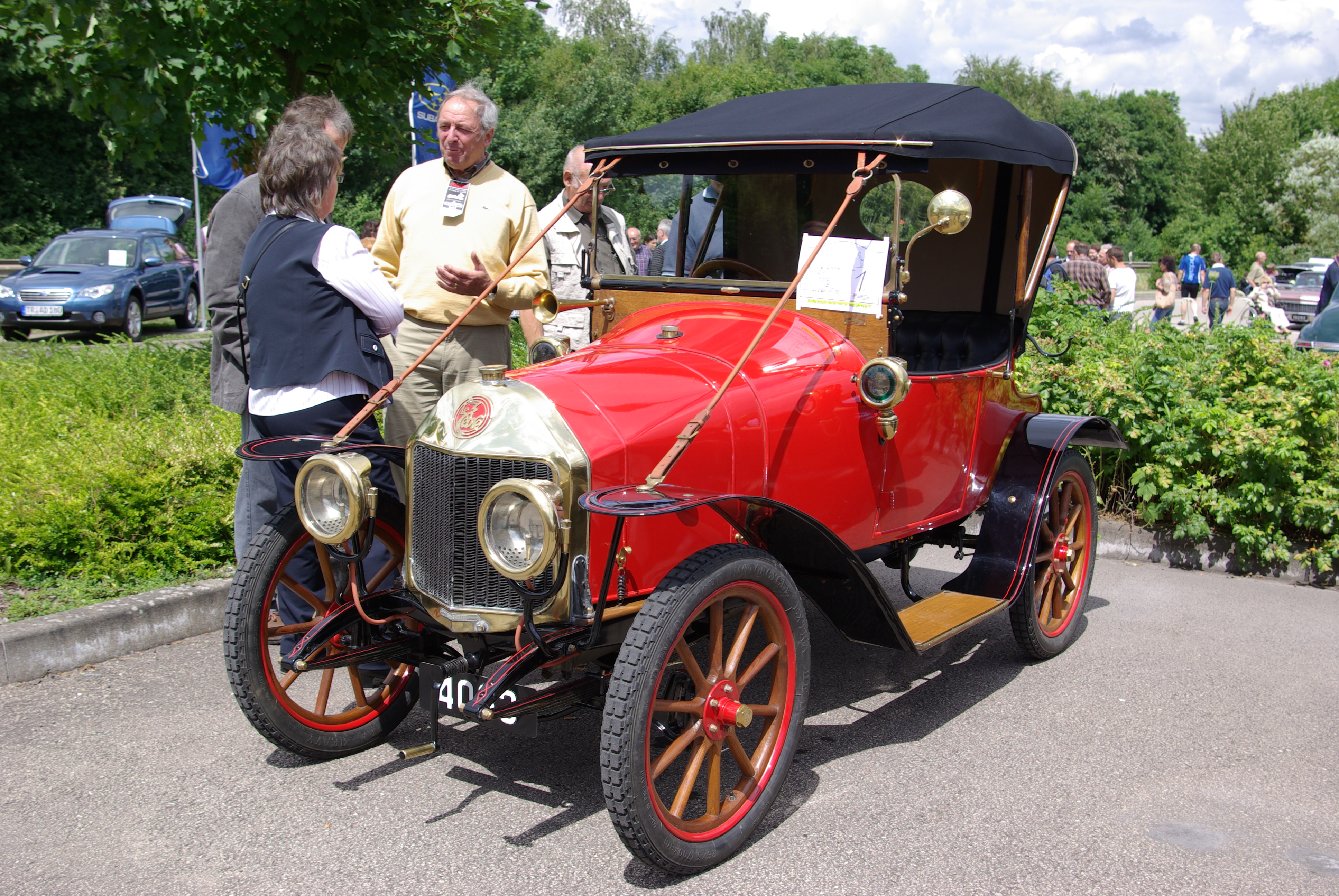
Le Zèbre C5, 1913
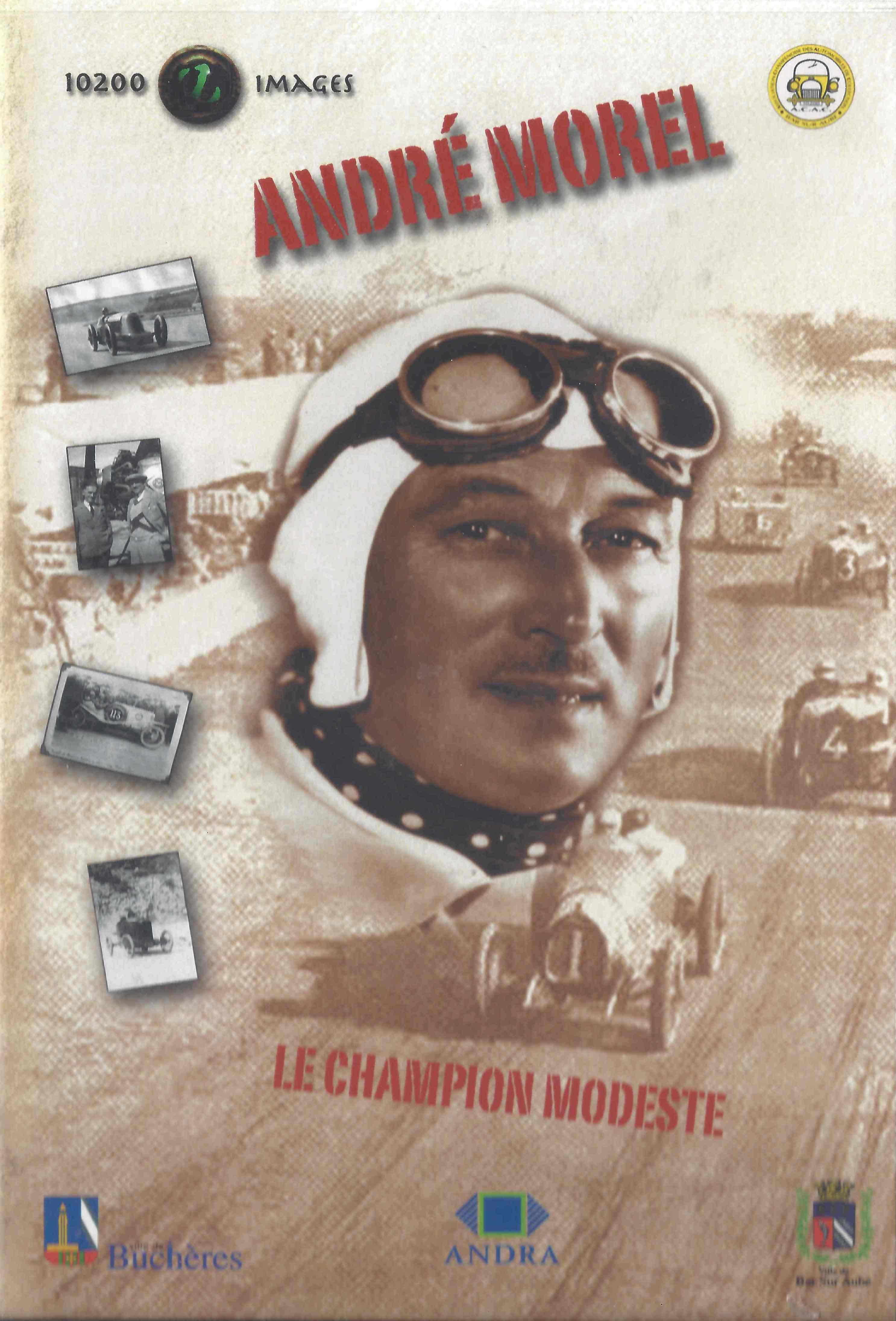
DVD "André Morel. Le Champion Modéste"
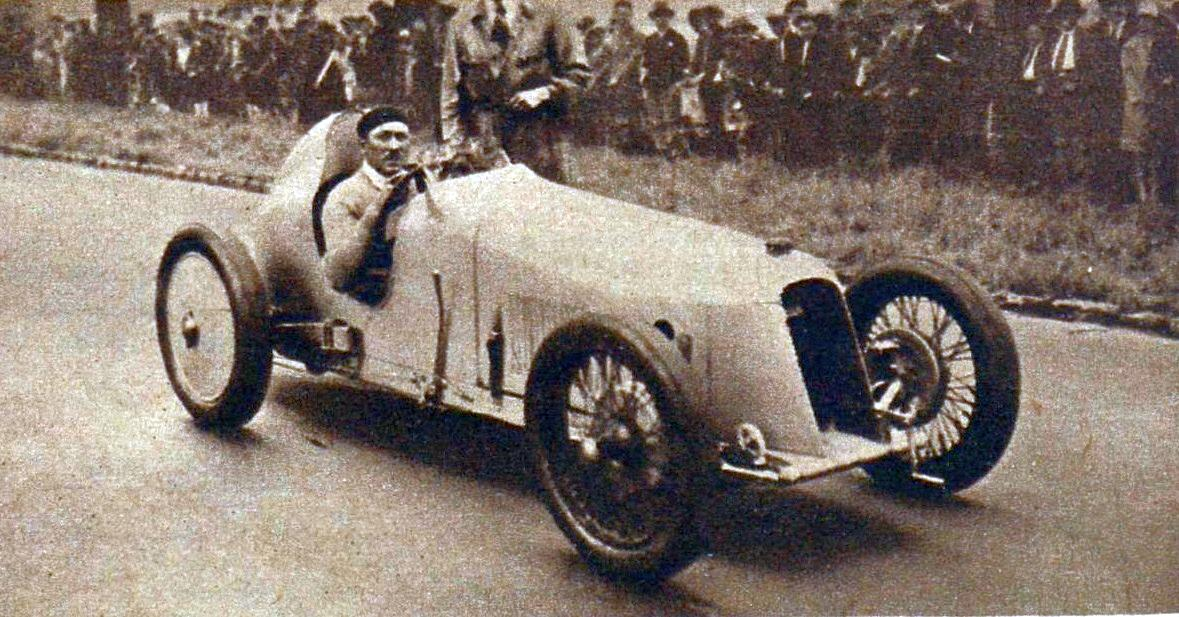
Morel tras batir el récord mundial del kilómetro y de la milla lanzados en Arpajon, 1928